# Edizioni del Cavallino
Edizioni del Cavallino è stata una casa editrice italiana fondata nel 1934 dal collezionista e mercante d'arte Carlo Cardazzo.
Dopo l'ingresso di Videotapes, delle Opere Grafiche, dei Foulards e dei Posters ha preso il nome Cavallino Edizioni d'Arte.
Nel 2010 ha cessato l'attività editoriale.

## Storia
La casa editrice viene fondata da Carlo Cardazzo al fine di realizzare libri illustrati da artisti di valore, in modo da promuoverne il talento omaggiandoli a personalità del campo culturale, artistico e politico. Il primo libro a essere pubblicato è una monografia del pittore Giuseppe Cesetti.
Nel 1942, Cardazzo apre la Galleria del Cavallino e i programmi delle Edizioni vengono subordinati ad offrire un supporto a tale attività. Così aumenta la tiratura delle produzioni e vengono messi in vendita i primi libri.
Nel 1963 Carlo Cardazzo muore e la gestione della casa editrice passa sotto la direzione del fratello Renato, che già dalla metà degli anni quaranta collaborava alla gestione del Cavallino.
Alla fine degli anni '60 è Paolo Cardazzo, figlio del fondatore, a prendere le redini delle Edizioni e avvia nuove collane come: Libri-Oggetto (1969), Cataloghi di esposizione (1988), Biblioteca del disegno (1992) e Cinema, Televisione e Musica (2007).
Nel 2003 viene creata una nuova casa editrice con il marchio: Cavallino Edizioni d'Arte.
Il 30 aprile 2010 il Cavallino Edizioni d'Arte chiude definitivamente.